# Аветисян, Манвел Андраникович
Манвел Андраникович Аветисян (арм. Մանվել Ավետիսյան; род. 15 августа 1961, Ереван, Армянская ССР) — советский боксёр, двукратный чемпион СССР (1985, 1986), призёр чемпионата мира (1986). Мастер спорта СССР международного класса (1985).

## Биография
Манвел Аветисян родился 15 августа 1961 года в Ереване. Начал заниматься боксом в возрасте 12 лет под руководством Александра (Алика) Саркисяна. В 1985 и 1986 годах становился чемпионом СССР. В 1986 году на чемпионате мира в Рино дошёл до полуфинала, где уступил кубинцу Анхелю Эспиносе и завоевал бронзовую медаль. 
В 1990—1994 годах выступал на профессиональном ринге, в 1993 году владел титулом чемпиона СНГ по версии WBC.
В 1994 году завершил свою спортивную карьеру. В дальнейшем был президентом Союза профессиональных боксёров Армении. С 2013 года является вице-президентом Федерации бокса Армении.